# Mexico (Nowy Jork)
Mexico – miasto w Stanach Zjednoczonych, w stanie Nowy Jork, w hrabstwie Oswego.